# Christoph Arentz
Franz Xaver Christoph Arentz (* 23. Februar 1766 in Mainz; † 12. März 1851 ebenda; auch Pater Hilarius, auch Arens und Arenz) war ein deutscher Benediktiner-Pater und Naturwissenschaftler.

## Leben
Arentz wurde am 29. Mai 1790 Priester im Benediktiner-Orden mit dem Ordensnamen Pater Hilarius und als solcher anschließend Vikar des Ritterstifts St. Ferrutius in Bleidenstadt. Später war er bis zu seiner Pensionierung Gymnasialprofessor für Experimentalphysik am Mainzer Gymnasium.
Arentz war mit dem Augustiner-Pater Alexius Johann in Mainz bekannt und beschrieb in seiner Veröffentlichung Beschreibung der astronomischen Uhr welche von Herrn Nicolaus Alexius Johann, Mitglied des vormaligen Augustiner-Ordens in Mainz, 1807 berechnet und verfertigt worden, dermalen als Eigenthum der Stadt Mainz in der Stadtbibliothek aufgestellt ist (Verlag Simon Müller, Mainz 1830) erstmals ausführlich dessen zweite große astronomische Uhr.